# 卡尔尼凯前山

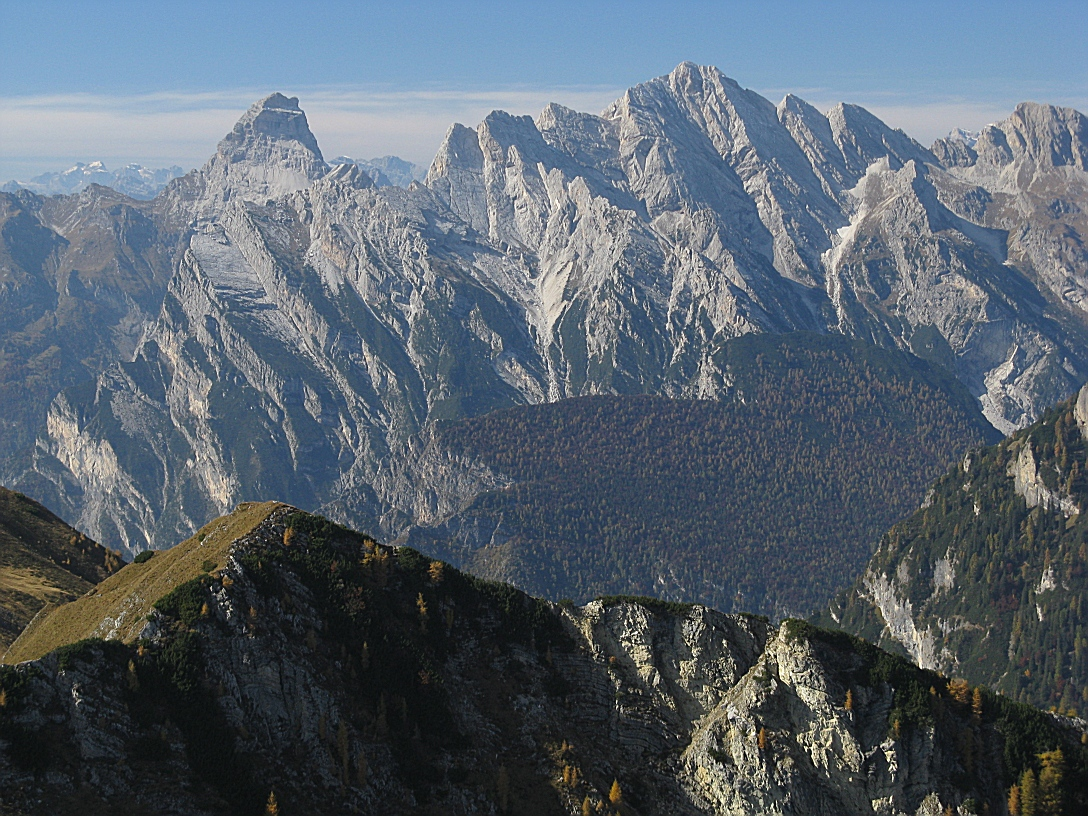

46°34′24″N 12°42′11″E / 46.57333°N 12.70306°E
卡爾尼凱前山（義大利語：Prealpi Carniche），又称南卡爾尼施山（德語：Südliche Karnische Alpen），是意大利的山脈，位於該國東北部，由弗留利-威尼斯朱利亞大區負責管轄，屬於南石灰岩山脉的一部分，最高點海拔高度2,703米。